# بروتوكول إسطنبول
دليل التحقيق والتوثيق الفعّالين للتعذيب وغيره من ضروب المعاملة أو العقوبة القاسية أو اللا إنسانية أو المهينة، المعروف باسم بروتوكول إسطنبول، هو أول مجموعة من المبادئ التوجيهية الدولية لتوثيق التعذيب وعواقبه. أصبح وثيقة رسمية للأمم المتحدة في عام 1999.
يهدف بروتوكول إسطنبول إلى أن يكون بمثابة مجموعة من المبادئ الدولية لتقييم الأشخاص الذين يدّعون تعرضهم للتعذيب وسوء المعاملة، وللتحقيق في حالات التعذيب المزعوم، وللإبلاغ عن هذه النتائج إلى السلطة القضائية وأي هيئة تحقيق أخرى.

## الخلفية والأهداف
يحتوي دليل التحقيق والتوثيق الفعالين للتعذيب وغيره من ضروب المعاملة أو العقوبة القاسية أو اللا إنسانية أو المهينة على معايير وإجراءات معترف بها دوليًا بشأن كيفية التعرف على أعراض التعذيب وتوثيقها حتى تكون الوثائق بمثابة دليل صالح في المحكمة.
وعلى هذا النحو، يوفر بروتوكول إسطنبول إرشادات مفيدة للأطباء والمحامين الذين يرغبون في التحقيق فيما إذا كان شخص ما قد تعرض للتعذيب والإبلاغ عن النتائج إلى القضاء وأي هيئات تحقيق أخرى.

### وثيقة غير ملزمة
بروتوكول إسطنبول هو وثيقة غير ملزمة. ومع ذلك، يلزم القانون الدولي الحكومات بالتحقيق في حوادث التعذيب وغيرها من ضروب سوء المعاملة وتوثيقها ومعاقبة المتورطين بطريقة شاملة وفعالة وسريعة ونزيهة. إذ يعدّ بروتوكول إسطنبول أداة للقيام بذلك.
صاغ بروتوكول إسطنبول أكثرُ من 75 خبيرًا في القانون والصحة وحقوق الإنسان خلال ثلاث سنوات من الجهد الجماعي. بادرت كل من مؤسسة حقوق الإنسان في تركيا (HRFT) ومنظمة أطباء لحقوق الإنسان في الولايات المتحدة الأمريكية (PHR USA) في تنسيق العمل المكثف، إلا أن أكثر من 40 منظمة مختلفة شاركت فيه أيضًا، مثل المجلس الدولي لإعادة تأهيل ضحايا التعذيب.
اتُّخذت الخطوات الأولية للعمل على وضع دليل للتحقيق في التعذيب وغيره من ضروب سوء المعاملة وتوثيقه في اجتماع دولي في عام 1996 نظّمته الجمعية الطبية التركية واستُلهمت من الاحتياجات والممارسات اليومية التي عايشتها مؤسسة حقوق الإنسان وجمعية اختصاصي الطب الشرعي في تركيا. على وجه الخصوص، أصبحت الجهود المبذولة للتحقيق في موت باكي أردوغان أثناء احتجازه عاملًا حاسمًا.
توفّي باكي أردوغان في اليوم الحادي عشر من احتجازه بعد نقله إلى المستشفى الحكومي في تركيا. ذكر تشريح الجثة وتقرير الطب الشرعي الرسمي أنه توفّي بسبب وذمة رئوية حادة نتيجة للإضراب عن الطعام لمدة 10 أيام.
لكن الجمعية الطبية التركية أجرت تحقيقًا مستقلًا وقدمت تقريرًا طبيًا بديلًا كشف عن العديد من الأخطاء في تشريح الجثة والتقييم الطبي اللذين أجراهما الخبراء الطبيّون الرسميون.
كانت النقطة المرجعية لإعداد التقرير الطبي البديل هي بروتوكول مينيسوتا، الأمم المتحدة، البروتوكول النموذجي المتعلق بالتحقيق القانوني في عمليات الإعدام خارج نطاق القانون والإعدام التعسفي والإعدام دون محاكمة، Doc. ST / CSDHA / 12، الذي وُضِع استجابة للاستنتاج الذي خلُص إليه المقرِّر الخاص المعني بعمليات الإعدام دون محاكمة أو الإعدام التعسفي، الذي عيّنه المجلس الاقتصادي والاجتماعي في عام 1982.
أكد التقرير البديل أن تحقيق الطب الشرعي الرسمي كان ناقصًا وخاطئًا ولا ينسجم مع المعايير المنصوص عليها في بروتوكول مينيسوتا. علاوة على ذلك، في ضوء الأدلة التي جُمِعت وغيرها من النتائج، تم تحديد سبب الوفاة على أنه متلازمة الضائقة التنفسية الحادة (ARDS)، التي كانت نتيجة التعرض للتعذيب.
عند وضع الصيغة النهائية لبروتوكول إسطنبول في عام 1999، نُشِر مقال عن البروتوكول في المجلة الطبية الدولية ذا لانسيت.
نشر مكتب المفوضية السامية للأمم المتحدة لحقوق الإنسان بروتوكول إسطنبول في سلسلة التدريب المهني بلغات الأمم المتحدة الرسمية الست.

### الاعتراف الدولي ببروتوكول إسطنبول
قُدِّم بروتوكول إسطنبول إلى المفوضية السامية للأمم المتحدة لحقوق الإنسان في 9 أغسطس 1999. وعملت كل من الجمعية العامة للأمم المتحدة ولجنة الأمم المتحدة لحقوق الإنسان (استُبدلت بمجلس حقوق الإنسان التابع للأمم المتحدة منذ عام 2006) على تشجيع الدول بقوة للتفكير مليًّا في المبادئ الواردة في البروتوكول كأداة مفيدة لمكافحة التعذيب.
شدّد المقرِّر الخاص للأمم المتحدة المعني بالتعذيب في توصياته العامة لعام 2003 على أهمية مبادئ إسطنبول في سياق إنشاء سلطات وطنية مستقلة للتحقيق؛ وسرعة واستقلالية التحقيقات؛ واستقلال خدمات الطب الشرعي التي تقدمها هيئات التحقيق الحكومية والحصول على أدلة الطب الشرعي.
في 23 أبريل 2003، لفتت لجنة الأمم المتحدة لحقوق الإنسان، في قرارها بشأن حقوق الإنسان وعلوم الطب الشرعي، انتباه الحكومات إلى هذه المبادئ باعتبارها أداة مفيدة لمكافحة التعذيب. وبالمثل، أُشير إلى بروتوكول إسطنبول في القرار المتعلّق باختصاص سلطات التحقيق الوطنية في منع التعذيب.
بالإضافة إلى اعتراف منظومة الأمم المتحدة، اعتمدت العديد من الهيئات الإقليمية بروتوكول إسطنبول.
تداولت اللجنة الأفريقية لحقوق الإنسان والشعوب أهمية بروتوكول إسطنبول خلال دورتها العادية الثانية والثلاثين في أكتوبر 2002 وخلصت إلى أن التحقيقات في جميع ادعاءات التعذيب أو سوء المعاملة، يجب أن تتم على الفور وبنزاهة وفعالية، وبناء على إرشادات مبادئ إسطنبول.
أشار الاتحاد الأوروبي إلى بروتوكول إسطنبول في مبادئه التوجيهية لسياسة الاتحاد الأوروبي تجاه البلدان الثالثة بشأن التعذيب وغيره من ضروب المعاملة أو العقوبة القاسية أو اللا إنسانية أو المهينة التي اعتمدها مجلس الشؤون العامة في عام 2001. تشير مبادئ الاتحاد الأوروبي التوجيهية إلى أنه يتعين على الدول «إجراء تحقيقات فورية ونزيهة وفعالة في جميع ادعاءات التعذيب وفقًا لقواعد إسطنبول المرفقة بقرار لجنة حقوق الإنسان 2000/43» ويجب عليها «وضع وتنفيذ إجراءات محلية فعالة للرد على شكاوى وبلاغات التعذيب وسوء المعاملة والتحقيق فيها وفقًا لقواعد إسطنبول».
كررت المؤسسات والمنظمات الأخرى توصيات الأمم المتحدة والهيئات الأخرى في تقاريرها وبياناتها وتعليقاتها (بما في ذلك المجلس الاستشاري للحقوقيين ومنتدى آسيا والمحيط الهادئ للمؤسسات الوطنية لحقوق الإنسان). يمكن تلخيص هذه الإشارات تقريبًا إلى ثلاث فئات:
- الإشارات التي تعدّ بروتوكول إسطنبول أداة مفيدة في الجهود المبذولة لمكافحة التعذيب، وتلك التي تشجع الحكومات بشدة على التفكير مليًّا في المبادئ الواردة في البروتوكول.
- الإشارات التي تؤكد على ضرورة إجراء جميع التحقيقات في ادعاءات التعذيب وتوثيقها على الفور وبنزاهة وفعالية، وفقًا لمبادئ إسطنبول.
- الإشارات التي تنص على أنه يتعين على الدول وضع وتنفيذ إجراءات محلية فعالة للتحقيق في مزاعم التعذيب وتوثيقها بما ينسجم مع بروتوكول إسطنبول.